# Buchenavia viridiflora
Buchenavia viridiflora är en tvåhjärtbladig växtart som beskrevs av Adolpho Ducke. Buchenavia viridiflora ingår i släktet Buchenavia och familjen Combretaceae. Inga underarter finns listade i Catalogue of Life.